# Cal Joan del Carro
Cal Joan del Carro és una masia que es va construir l'any 1879 al Prat de Llobregat i que tenia una estructura molt típica: planta baixa i pis, de terra premsada; rellotge de sol a la façana… És propietat, juntament amb deu mujades de terreny, de Joan Bosch i Muns i de la seva esposa, Maria Salom i Piguillem, els quals la tenen arrendada a Ignasi Bernardino i Malaguilla que va reformar-la per muntar-hi un restaurant. S'hi conserva la palmera a l'entrada en senyal d'acollida, en aquest cas un símbol necessari per al negoci.